# 比邻星
比鄰星或毗鄰星（英語：Proxima Centauri）是一颗小型低质量恒星，位於半人馬座南部，距太阳4.2465光年（1.3020秒差距），是距离太阳最近的恒星。它由蘇格蘭天文學家羅伯特·因尼斯于1915年在南非聯合天文台發現。比邻星的宁静视星等为11.13，肉眼难以直接观察。它属于南门二恒星系统的第三颗星，因此依拜耳命名法也稱為半人馬座α星C。目前比邻星与半人馬座α星A和B的距离为12,950 AU（0.2 ly），位于其西南2.18°，轨道周期55万年。
比邻星属于红矮星，质量约为太阳（M☉）的12.2%，平均密度是太阳的33倍。得益于该恒星与地球较近的距离，人们可直接测量其角直徑，它的直径约为太阳的1/7。虽然比邻星的光度较低，但其为一颗耀星，因此会不定时因磁场活动出现光度爆发。恒星磁场来自内部对流，活动剧烈时，产生的X射线强度与太阳相当。比邻星借助核心的对流混合燃料，加上相对较低的能量产生效率，意味着它仍可作为主序恒星存在4万亿年。
比邻星系统中有两颗已知的系外行星比邻星b和比邻星d，以及一颗可能的系外行星比邻星c。比邻星b距恒星约0.05 AU（7.5 × 106 km），若以地球时间作为单位，其公转周期约为11.2天。它的质量至少是地球的1.07倍。比邻星b位于行星系中的宜居带，这一区域的温度适宜地表液态水存在。然而，由于比邻星是红矮星且为耀星，恒星活动很可能会对比邻星b的宜居性造成影响。比邻星c是一颗可能的超级地球，它距离恒星1.5 AU（220 × 106 km），轨道周期为1,900天（5.2年）。比邻星d是一颗次地球，距中央恒星0.029 AU（4.3 × 106 km），公转周期5.1天。

## 基础性质

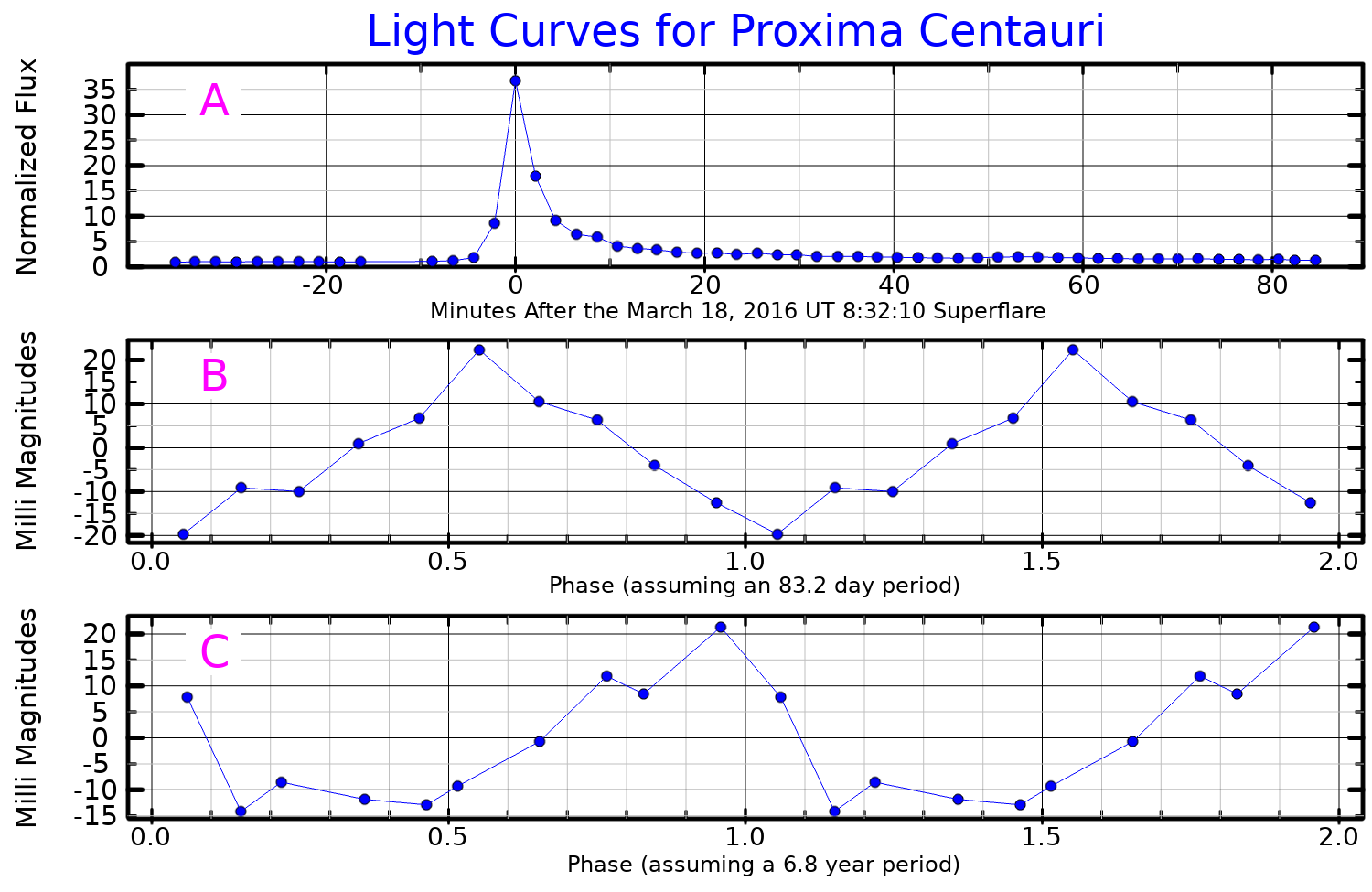
三张比邻星的光变曲线图。图A显示出一次持续数分钟的强烈光度爆发。图B为恒星83天自转周期内的相对光度变化。图C为6.8年周期（可能是该恒星的磁场周期）光度变化。

比邻星位于赫罗图的主序星位置，恒星光谱分类为M5.5，因此属于红矮星。光谱分类M5.5意味着比邻星落于低质量M型矮星末端，颜色偏红黄色，有效温度约为3,000K。它的绝对视星等为15.5，如果從半人馬座α三合星的其他兩個星觀測，则是4—5等星。比邻星所有波长的总光度只有太阳的0.16%，如果只论可见光波长，则只有太阳的0.0056%。它的辐射能量中有85%为红外辐射。
2002年，歐洲南天天文台位于智利的甚大望遠鏡以光學干涉測量得到比鄰星的角直徑為1.02 ± 0.08毫角秒。由已知它的距離，推算它的直徑大約是太陽的1/7，或者木星的1.5倍。根据恒星模型推算，比邻星的質量約爲太陽（M☉）的12.2%，或者木星（MJ）的129倍。它的质量亦可借微引力透镜直接计算，但这种方法得出的结果精确性较低，值约为0.150+0.062
−0.051 M☉。
低质量主序星的平均密度通常大于高质量主序星，比邻星的平均密度为47.1×103 kg/m3（47.1 g/cm3），相比之下太阳为1.411×103 kg/m3（1.411 g/cm3），因此比邻星的平均密度大约是太阳的33倍。若以10为底的对数形式，以厘米-克-秒制表示，比邻星的表面重力为5.2，是地球的162倍。
1998年对比邻星的光度测定研究显示，其完成一次完整自转的周期约为83.5天。而随后于2002年进行的色球时间序列分析显示，比邻星的自转周期为116.6±0.7天。但后续研究排除了2002年研究得出的结果，更准确的结果被认为是82.6±0.1天。

## 结构和核融合
由于比邻星质量较低，恒星内部物质完全对流，导致核心处的能量由等离子物质的物理运动而非辐射过程带出至表层。这种对流现象使得热核聚变生成的氦不会在核心积累，而是在整个星体内环流。因此，在比邻星脱离主序阶段之前，它能够利用几乎所有的燃料进行核融合。相比之下，太阳只能利用约10%的氢质量进行核融合。
对流也造成并维持着比邻星的磁场，磁场能量透过恒星表面耀斑得到快速释放，持续时间可能短至10秒，引发恒星总体亮度的瞬时增加。2019年5月6日，科学家探测到比邻星一次介于M和S级之间的耀斑爆发，导致其亮度显著增加，释放出的紫外辐射达到2×1030 erg。这些耀斑可能达到恒星大小，温度高至2,700万K——这个温度足以释放X射线。比邻星的宁静X射线亮度约为(4–16) × 1026 erg/s ((4–16) × 1019 W)，几乎和太阳相当。而它在最大型耀斑爆发时的峰值X射线亮度可达到1028 erg/s (1021 W)。
比邻星的色球层十分活跃，光谱显示出强烈的单电离镁谱线，波长280nm。比邻星88%的表面都处于活跃状态，这个比例远高于处于太阳周期峰值时的太阳表面活动。即使是在宁静状态，很少或几乎没有耀斑活动时，其星冕温度仍能达到350万K，相比之下太阳星冕温度只有200万K，并且比邻星的总X射线强度也与太阳相当。比邻星的总体活动强度在红矮星中处于较低水平，因为它的年龄已有48.5亿年，在经历数十亿年后红矮星的自转速度降低，活动强度因此减弱。它的活动周期约为442天，短于太阳的11年（约为4,000天）周期。
比邻星的星风较弱，由此造成的质量损失率不超过太阳风的20%。但由于比邻星的体积较小，因此每单位面积的质量损失可能是太阳表面的8倍。

## 生命阶段
质量类似比邻星的红矮星可以在主序星阶段维持约4万亿年时间。由于氢核聚变反应使恒星内氦元素的比例增加，随着时间的推移，恒星的体积会逐渐变小，直至进入“蓝矮星”阶段。在这个阶段，恒星的亮度显著增加，可以达到太阳光度（L☉）的2.5%，并持续数十亿年为其轨道上的天体提供热量。当氢燃料最终耗尽时，比邻星将演化为氦白矮星（没有红巨星阶段），并逐渐失去留存的热量。
比邻星所在的南門二包含三颗恒星，它最初可能只是一个由约1.5至2倍太阳质量的双星组成的系统。在星团散开前，这个双星系统捕获了另一个质量较低的恒星（也即比邻星），从而形成了现在的三合星系统。然而，为了确认这个假说，还需要更准确地测量恒星的径向速度。如果比邻星是在恒星形成期被捕获的，那么这三颗恒星可能具有类似的元素构成。比邻星的引力会干扰双星的原行星盘，将挥发成分（如水）输送到较干燥的区域，从而使这些物质在类地行星富集。而假如比邻星是在较晚时才被捕获至双星系统的，那么它最初可能具有一个高离心轨道，经由星系潮汐与其它星际物质而逐渐稳定下来。如果依照上述说法，那么比邻星对行星轨道的干扰影响将会更小。随着南门二双星的演化，其质量将不断减少，比邻星可能会在大约35亿年后脱离当前的三合星系统，并在此后逐渐远离这对双星。

## 运动和位置

距离太阳最近的恒星示意图。

基于盖亚任务发表于2020年的第三批数据（Gaia DR3），从测得的视差768.0665±0.0499 mas可推算比邻星距离太阳4.2465光年（1.3020秒差距；268,550天文單位）。先前的测量数据有2018年盖亚任务第二批数据（Gaia DR2）测得的768.5±0.2 mas，2014年由近星研究会测得的768.13±1.04 mas，1997年依巴谷卫星初始数据772.33±2.42 mas，2007年重新处理的依巴谷卫星数据771.64±2.60 mas，以及1999年透过哈勃太空望远镜精细导星感测器测得的768.77±0.37 mas。从地球视角看来，比邻星位于南门二另外两颗恒星2.18度位置，或四倍于满月直径。比邻星的自行相对较高，在天空中每年移动约3.85角秒。它面向太阳的径向速度为22.2 km/s。在比邻星看来，太阳位于仙后座，亮度为0.4星等，类似于从地球上观察到的水委一或南河三。
比邻星在大约32,000年前成为距离太阳最近的恒星，并在后续25,000年内仍是如此。再之后半人马座α星A和半人马座α星B将会以约79.91年为周期交替成为距离太阳最近的恒星。2001年，有学者推测比邻星将会在26,700年后到达与太阳最近的距离3.11 ly（0.95 pc）。2010年的研究预测，比邻星将在大约27,400年后到达与太阳最接近的2.90 ly（0.89 pc）。2014年另一项研究预测比邻星会在26,710年前后到达与太阳最接近的3.07 ly（0.94 pc）。比邻星正在穿越银河系，与银河系中心的距离在27至31 kly（8.3至9.5 kpc）之间变化，轨道离心率为0.07。

### 南门二
自发现以来，人们就推测比邻星是南门二的双星系统的伴星，因此比邻星有时也被称为半人马座α星C。通过对依巴谷卫星和地面观测数据的分析，科学家确定了这一伴星假说：比邻星与南门二的双星是由引力结合的恒星系统。2017年的一项研究使用高精度径向速度测量得出，比邻星有极高可能性受南门二引力束缚。比邻星围绕双星系统质心的轨道周期为547000+6600
−4000年，离心率0.5±0.08，近拱点4300+1100
−900 AU，远拱点13000+300
−100 AU。当前比邻星距双星质心12,947 ± 260 AU（1.94 ± 0.04 × 1012 km），接近远拱点。
在天空中，有6颗恒星、2个双星系统，以及一个三合星系统与比邻星及南门二保持一致的运动。这些恒星的空间速度均在比邻星本動速度的10km/s内，因此它们或许是来自同一起源的移動星群，比如源于同一星团。

## 行星系统
| 成員 (依恆星距離) | 质量          | 半長軸 (AU)              | 轨道周期 (天)             | 離心率             | 傾角 | 半径                |
| ----------------- | ------------- | ------------------------ | ------------------------- | ------------------ | ---- | ------------------- |
| 比鄰星d (未确认)  | ≥0.26±0.05 M⊕ | 0.02885+0.00019 −0.00022 | 5.122+0.002 −0.0036       | 0.04+0.15 −0.04    |      |                     |
| 比鄰星b           | ≥1.07±0.06 M⊕ | 0.04857+0.00029 −0.00029 | 11.18418+0.00068 −0.00074 | 0.109+0.076 −0.068 | —    | ≙1.30+1.20 −0.62 R⊕ |
| 比鄰星c (有争议)  | 7±1 M⊕        | 1.489±0.049              | 1928±20                   | 0.04±0.01          |      |                     |

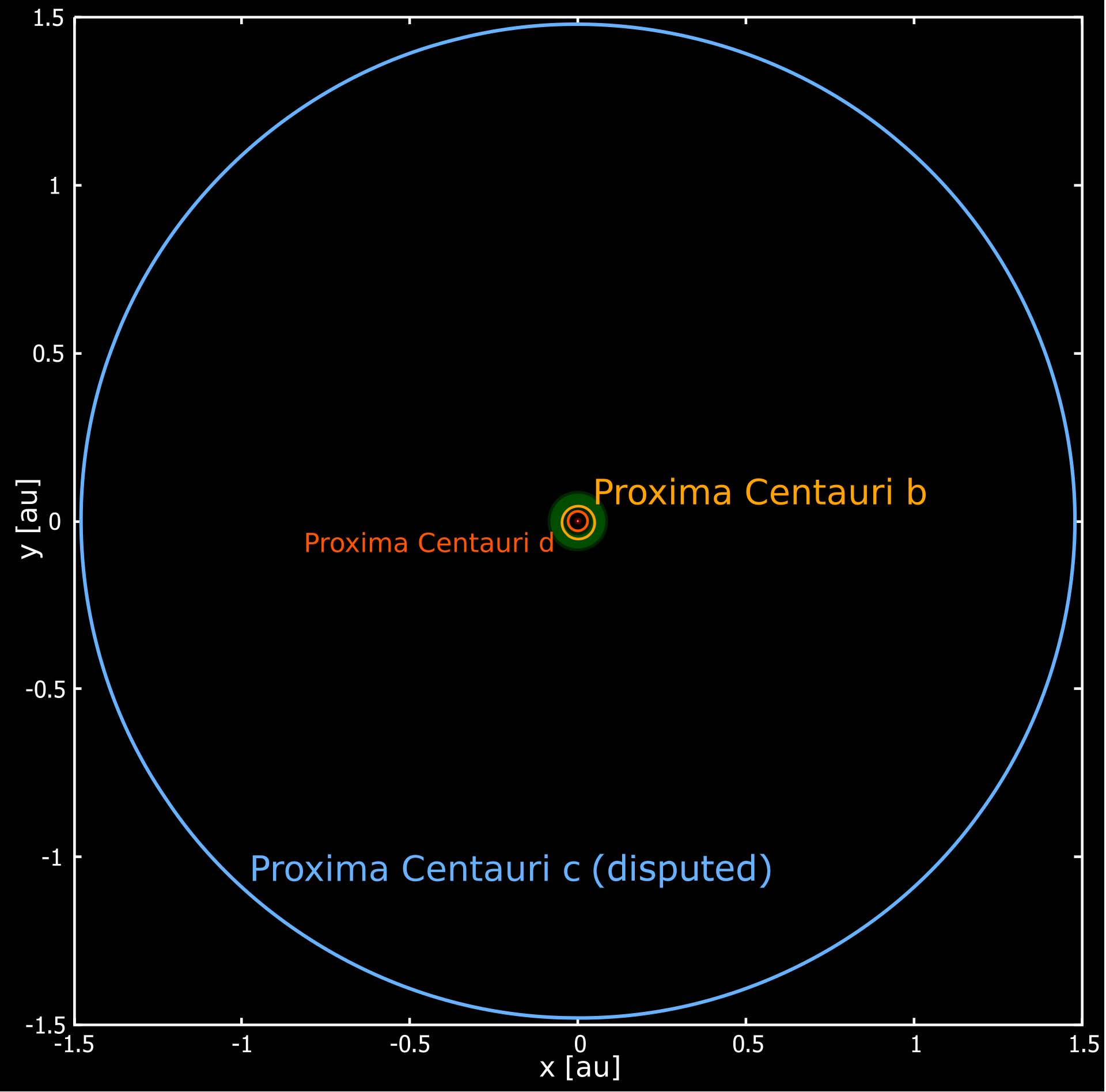
三颗行星环绕比邻星示意图，绿色为宜居带。

截止2022年，在比邻星系统已观测到三颗行星（2颗已确认，1颗尚有争议）。其中比邻星d是迄今为止通过径向速度法测得的质量最轻的系外行星之一；比邻星b大小与地球相当，并位于宜居带；比邻星c是一颗可能的气态矮星，公转轨道半径比另外两颗行星更远。
人们从1970年代就开始着手探测比邻星系统中可能存在的系外行星。1990年代，多个测量结果限定了比邻星可能存在的行星的最大质量。不过，比邻星的恒星活动也对径向速度测量方法造成了诸多干扰。1998年，一项利用哈勃天文望远镜暗天体摄谱仪的观测显示，比邻星系统中存在有一颗轨道半径为0.5 AU（75 × 106 km）的行星。然而，后续使用第二代广域和行星照相机并没有找到可能的目标。托洛洛山美洲际天文台的天体测量排除了可能存在轨道周期为2至12年、大小类似木星的行星的可能性。
2017年，一个天文研究团队使用阿塔卡马大型毫米波/亚毫米波阵列发现了一个环绕于比邻星1—4 AU距离的寒冷尘埃带。该尘埃带的温度在40K左右，总质量相当于地球质量的1%。初步测量还显示出另外两个特征：一个环绕于30 AU的温度为10K的尘埃带。以及位于恒星1.2角秒处的致密发射源。此外，在距离恒星0.4 AU处或许还有一个相对温暖的尘埃带。然而，进一步分析表明，上述尘埃带更有可能是比邻星于2017年3月发生的大型耀斑所致，对观测结果的建模并不需要假设这些尘埃带。

### 比邻星b
比邻星b也称半人馬座α星Cb，在0.05 AU（7.5 × 106 km）距离环绕比邻星运动，公转周期约11.2地球天。该行星质量估计至少是地球的1.17倍，地表温度范围被认为适合液态水存在，因此处于恒星宜居带。
2013年，赫特福德大学的米科·图米最早从归档数据中注意到比邻星b可能存在的痕迹。为确认这一发现，一个科学团队于2016年1月启动了“暗淡红点”计划。2016年8月24日，由伦敦玛丽女王大学吉列姆·安格拉达-埃斯库德领导的31人国际天文小组在《自然》期刊一篇经同行评审的文章中确认了比邻星b的存在。该计划使用了两个光谱仪：拉西拉天文台ESO 3.6米望远镜上的高精度径向速度行星搜索器，以及帕瑞纳天文台8米口径甚大望远镜上的UVES光譜儀。科学家也多次尝试探测该行星凌过比邻星的现象，并于2016年9月8日借助位于南极洲中山站的亮星巡天光学望远镜初步确认一次疑似凌星事件。
2016年确认比邻星b存在的论文还显示存在有60至500天范围的第二个信号。然而，因恒星活动影响以及采样不足问题，该证据仍难以确认。

### 比邻星c
比邻星c是一颗超级地球（或气态矮星），质量约为地球7倍，轨道半径1.5 AU（220 × 106 km），公转周期1,900日（5.2年）。如果把比邻星b比作太阳系中的地球，那么比邻星c就相当于海王星的大小和距离。由于轨道半径较远，比邻星c的宜居性较低，平衡温度约在39K左右。比邻星c最初由意大利天文学家马里奥·达马索（Mario Damasso）领导的团队于2019年发现，证据源自ESO 3.6米望远镜上高精度径向速度行星搜索器有关比邻星径向速度的微小运动。2020年，科学家根据哈勃天文望远镜在约1995年获取的测量数据确认了这一发现。極化光譜高對比度系外行星研究相機曾捕获一个可能的比邻星c直接图像，但研究者承认该结果尚无法确认。如果他们拍摄到的目标的确是比邻星b，似乎图像中的亮度相对此行星的质量与年龄而言过高，这或许暗示行星带有一个环系统，其半径约为5RJ。2022年发表的一篇研究对确认此行星所用的径向速度数据提出了质疑。

### 比邻星d
2019年，一个研究团队在使用ESPRESSO评估比邻星b的质量时，注意到另一个以5.15天为周期的径向速度突变。分析表明，该周期变化可能为另一行星候选者，其质量不低于地球质量的29%。这颗新行星于后续研究得到确认，结果在2022年2月发表。

### 宜居性
早在比邻星b发现之前，美国国家地理频道纪录片《地外生命》（Extraterrestrial）就假设了一颗环绕类似比邻星的红矮星运行的系外行星。这颗假想行星位于宜居带，就比邻星而言，宜居带距中央恒星大约0.023—0.054 AU（3.4—8.1 × 106 km），环绕周期在3.6至14天，处于该位置的行星很可能会被潮汐锁定。如果行星的轨道离心率很低，那么比邻星在该星球天空中的位置几乎不会发生变化。因此，行星上大部分区域都会处于极昼或是极夜状态。行星上的大气层可以发挥能量调节作用，将受到阳光照耀一面的能量分配至处于黑暗中的区域。
然而，比邻星的耀斑爆发很可能会破坏位于宜居带中星球的大气。针对这一疑虑，《地外生命》纪录片中接受采访的科学家认为这并非是不可避免的障碍，加利福尼亚大学伯克利分校的天文学家吉博尔·巴斯里表示，“没有人发现有任何阻碍宜居性的因素。”举例来说，有人担忧源自恒星的带电粒子可能剥夺行星大气层，但如果行星具有强大的磁场，便可借此偏移带电粒子。即使是被潮汐锁定的天体，只要行星内部仍保持熔融状态，它在公转周期内缓慢完成的一次自转也足以生成磁场。
不过，部分科学家（尤其是地球殊异假说的拥护者）认为红矮星系统不太可能孕育生命。他们表示，任何处于比邻星宜居带的行星都很可能被潮汐锁定，因此行星的磁矩相对较弱，很容易受到来自恒星日冕物質拋射的影响而失去大气层。
2020年12月，搜寻地外文明计划探测到可能来自比邻星的一个信号，其被命名为BLC1，然而后续被确定为人为无线电干扰。

## 观测历史

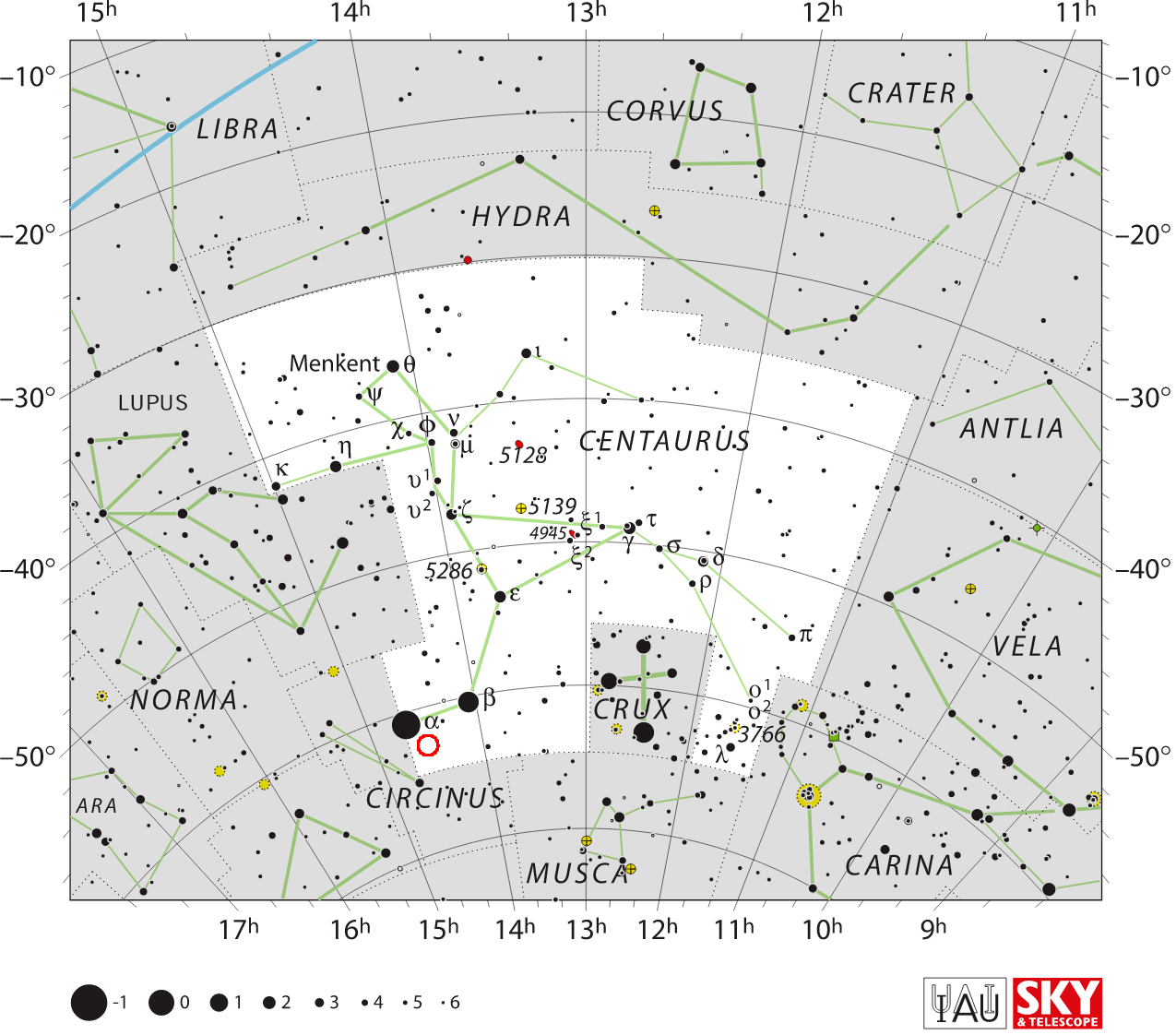
比邻星的位置（图中红圈）

1915年，时任南非约翰内斯堡联合天文台主管的苏格兰天文学家罗伯特·因尼斯发现，有一颗恒星的自行与南门二一致。他主张将这颗恒星命名为（实际上是）。1917年，荷兰天文学家瓊·沃特在南非好望角皇家天文台测得该恒星三角视差为0.755″±0.028″，并得出结论：比邻星与太阳的距离和南门二相同。在当时，比邻星是已知光度最低的恒星。1928年，美国天文学家哈罗德·奥尔登亦得出同等精度测量结果，并证实了因内斯关于比邻星比南门二距离更近的说法，测得视差为0.783″±0.005″。
1951年，美国天文学家哈罗·沙普利发现比邻星为耀星。根据对过去天文影像的分析，比邻星大约在8%的图像中表现出可测量的星等增加，这使得它成为了当时已知最活跃的耀星。该恒星较近的距离也方便科学家观测其耀斑活动。1980年，爱因斯坦卫星借助观测数据生成了详细的比邻星恒星耀斑X射线能量曲线。后续EXOSAT与伦琴卫星也观测到比邻星的耀斑活动，1995年日本宇宙與天體物理先進衛星观测到规模较小的类太阳耀斑X射线。比邻星自此成为诸多X射线观测设备，如XMM-牛顿卫星和钱德拉X射线天文台的研究目标。
从地球观察，比邻星位于天顶以南，因此它只能在北纬27度线以南观察到。与比邻星类似的红矮星光度较暗，仅凭肉眼无法观察。即使是在同为南门二恒星系统的半人馬座α星A和半人馬座α星B看来，比邻星也仅为4—5等星。比邻星的视星等为11等，因此即使在理想条件下，仍需要使用光圈大于8 cm（3.1英寸）的望远镜对其观测。2016年，国际天文学联合会组织了IAU恒星名称工作组（WGSN），为各恒星分类并制定标准名称。2016年8月21日，批准将作为比邻星的标准名称，并将其归入IAU 批准的星名列表。
2016年，在比邻星上观测到有记录以来以来最强的超級閃焰。在此期间恒星的光亮度增加68倍，达到6.8星等。科学家猜测这类强烈的爆发每隔5年左右便会出现，但因其持续时间极短（只持续几分钟），因此过去从未观测到。2020年4月22日和23日，新视野号拍摄了两颗距离太阳最近的恒星——比邻星和沃夫359的照片，与从地球拍摄的图像相比，可分辨出非常明显的视差效果。不过上述图像仅用作说明目的，并未提升先前对比邻星的测量精度。

## 未来探索
比邻星因其与地球较近距离而常被设想为星际旅行目标。如果使用非核能驱动的传统推动装置，太空飞船从地球飞至比邻星需要花费数千年。以旅行者一号为例，它当前相对太阳的速度为17 km/s（38,000 mph），若以此速度朝向比邻星前进，则需要花费73,775年到达目的。移动速度缓慢的探测器只有在未来数万年时间窗口内才有机会接近比邻星，在此之后比邻星将会逐渐远离地球。
使用核能驱动的探测器或许可以在数个世纪内完成这一旅程，与此相关的研究包括獵戶座計劃、代達羅斯計劃、长程计划。突破摄星项目计划在21世纪上半叶抵达比邻星，为实现这一目标，地球上的激光阵列将为探测器提供约100吉瓦能量，将其加速至光速的20%。该探测任务的目标为飞掠比邻星，拍摄照片并采集行星大气组成数据，数据传回地球需要4.25年的时间。

## 相關条目
- 南門二
- 半人馬座
- 離太陽系最近的恆星一覽表

## 延伸阅读
- Marcy, Geoffrey W.;  et al. . Monthly Notices of the Royal Astronomical Society. January 2022, 509 (3): 3798–3814. Bibcode:2022MNRAS.509.3798M. arXiv:2110.10247 . doi:10.1093/mnras/stab3074.
- Smith, Shane;  et al. . Nature Astronomy. October 2021, 5 (11): 1148–1152. Bibcode:2021NatAs...5.1148S. S2CID 239948037. arXiv:2111.08007 . doi:10.1038/s41550-021-01479-w.
- Marcy, G. W. . Monthly Notices of the Royal Astronomical Society. August 2021, 505 (3): 3537–3548. Bibcode:2021MNRAS.505.3537M. arXiv:2102.01910 . doi:10.1093/mnras/stab1440.
- Kavanagh, Robert D.;  et al. . Monthly Notices of the Royal Astronomical Society. June 2021, 504 (1): 1511–1518. Bibcode:2021MNRAS.504.1511K. arXiv:2103.16318 . doi:10.1093/mnras/stab929.
- Pérez-Torres, M.;  et al. . Astronomy & Astrophysics. January 2021, 645: A77. Bibcode:2021A&A...645A..77P. S2CID 227255606. arXiv:2012.02116 . doi:10.1051/0004-6361/202039052. A77.
- Klein, Baptiste;  et al. . Monthly Notices of the Royal Astronomical Society. January 2021, 500 (2): 1844–1850. Bibcode:2021MNRAS.500.1844K. arXiv:2010.14311 . doi:10.1093/mnras/staa3396.
- Zic, Andrew;  et al. . The Astrophysical Journal. December 2020, 905 (1): 23. Bibcode:2020ApJ...905...23Z. S2CID 227745378. arXiv:2012.04642 . doi:10.3847/1538-4357/abca90. 23.
- Lalitha, S.;  et al. . Monthly Notices of the Royal Astronomical Society. November 2020, 498 (3): 3658–3663. Bibcode:2020MNRAS.498.3658L. arXiv:2008.07175 . doi:10.1093/mnras/staa2574.
- Vida, Krisztián;  et al. . The Astrophysical Journal. October 2019, 884 (2): 160. Bibcode:2019ApJ...884..160V. S2CID 198985707. arXiv:1907.12580 . doi:10.3847/1538-4357/ab41f5. 160.
- Banik, Indranil; Kroupa, Pavel. . Monthly Notices of the Royal Astronomical Society. August 2019, 487 (2): 1653–1661. Bibcode:2019MNRAS.487.1653B. arXiv:1906.08264 . doi:10.1093/mnras/stz1379.
- Pavlenko, Ya. V.;  et al. . Astronomy & Astrophysics. June 2019, 626: A111. Bibcode:2019A&A...626A.111P. S2CID 158047128. arXiv:1905.07347 . doi:10.1051/0004-6361/201834258. A111.
- Feliz, Dax L.;  et al. . The Astronomical Journal. June 2019, 157 (6): 226. Bibcode:2019AJ....157..226F. arXiv:1901.07034 . doi:10.3847/1538-3881/ab184f. 226.
- Kielkopf, John F.;  et al. . Monthly Notices of the Royal Astronomical Society: Letters. June 2019, 486 (1): L31–L35. Bibcode:2019MNRAS.486L..31K. arXiv:1904.06875 . doi:10.1093/mnrasl/slz054.
- Meng, Tong;  et al. . Monthly Notices of the Royal Astronomical Society. January 2019, 482 (1): 372–383. Bibcode:2019MNRAS.482..372M. arXiv:1809.08210 . doi:10.1093/mnras/sty2682.
- Schwarz, R.;  et al. . Monthly Notices of the Royal Astronomical Society. November 2018, 480 (3): 3595–3608. Bibcode:2018MNRAS.480.3595S. arXiv:1711.04685 . doi:10.1093/mnras/sty2064.
- Howard, Ward S.;  et al. . The Astrophysical Journal Letters. June 2018, 860 (2): L30. Bibcode:2018ApJ...860L..30H. S2CID 59127420. arXiv:1804.02001 . doi:10.3847/2041-8213/aacaf3. L30.
- MacGregor, Meredith A.;  et al. . The Astrophysical Journal Letters. March 2018, 855 (1): L2. Bibcode:2018ApJ...855L...2M. S2CID 119287614. arXiv:1802.08257 . doi:10.3847/2041-8213/aaad6b. L2.
- Damasso, M.; Del Sordo, F. . Astronomy & Astrophysics. March 2017, 599: A126. Bibcode:2017A&A...599A.126D. S2CID 119335949. arXiv:1612.03786 . doi:10.1051/0004-6361/201630050. A126.

## 外部連結
- Nemiroff, R.; Bonnell, J. (编). . Astronomy Picture of the Day. NASA. 2002-07-15  [2008-06-25].
- . Harvard University. Chandra X-ray Observatory. 2008-07-01  [2008-07-01]. （原始内容存档于2022-10-27）.
- James, Andrew. . The Imperial Star – Alpha Centauri. Southern Astronomical Delights. 2008-03-11  [2008-08-05]. （原始内容存档于2016-02-28）.
- . SolStation.   [2008-08-05]. （原始内容存档于2016-03-28）.
- . Astronomia & Astrofísica.   [2008-06-25]. （原始内容存档于2016-03-03） （葡萄牙语）.
- . Wikisky.   [2017-07-01]. （原始内容存档于2016-08-26）.
- . Constellation-guide.com.   [2016-08-25]. （原始内容存档于2016-08-23）.
- . 欧洲南方天文台. 2016-08-24  [2016-09-06]. （原始内容存档于2020-05-24）.
- Wall, Mike. . Space.com. 2016-04-24  [2022-04-16]. （原始内容存档于2019-07-03）.